# Private Spice
Pour les articles homonymes, voir Private.
 (mars 2018).
Private Gold, devenue Private Spice, est une ancienne chaîne de télévision pour adultes diffusant des films érotiques. Elle fut détenue par le groupe Playboy et Private Media Group.
Déclinée en France, Private Gold, puis Private Spice, a été disponible sur Canalsat sur le canal 215, en option.
Début 2014, la diffusion sur Canalsat de la chaîne prend fin. La chaîne change de nom peu de temps après pour devenir Private TV.

## Identité visuelle

Logo de Private Spice de 2012 à 2015